# Egidio Romualdo Duni
Egidio Romualdo Duni (Matera, 11 de febrero de 1708-París, 11 de junio de 1775) fue un compositor italiano, que estudió en Nápoles y trabajó en Italia, Francia y Londres, escribiendo tanto óperas italianas como francesas.

## Biografía
Nacido en Matera, Duni aprendió música con su padre, Francesco Duni, y dos de sus hermanas. A la edad de nueve años, fue aceptado en el Conservatorio di Santa Maria de Loreto, de Nápoles. Allí trabajó con Francesco Durante, Giovanni Battista Pergolesi, Giovanni Paisiello, Leonardo Vinci, y otros maestros de la ópera italiana.
Se estableció en 1757 en París, donde compuso diversas opéras-comiques, muy a menudo con textos de Favart, casi todas con gran éxito:
- 1735 - Nerone.
- 1737 - Demofoonte , libreto de Pietro Metastasio.
- 1756 - La buona figliola, libreto de Carlo Goldoni.
- 1757 - Le Peintre amoureux de son modèle, libreto de Louis Anseaume.
- 1758 - La Fille mal gardée.
- 1761 - Mazet.
- 1763 - Les Deux chasseurs et la laitière, libreto de Louis Anseaume.
- 1765 - La fée Urgèle, libreto de Favart.
- 1766 - La Clochette, libreto de Louis Anseaume.
- 1768 - Les Moissonneurs.
- 1768 - Les Sabots.